# Buzău
 For alternative betydninger, se Buzău (flertydig). (Se også artikler, som begynder med Buzău)
Buzău er en by, administrativt center i Buzău distrikt i Rumænien. Byen har 103.481(2021) indbyggere.